# Gonomyia (Leiponeura) victorina
Gonomyia (Leiponeura) victorina is een tweevleugelige uit de familie steltmuggen (Limoniidae). De soort komt voor in het Australaziatisch gebied.